# Паспорт громадянина Італії
Паспорт громадянина Італії  — документ, що видається громадянам Італії для здійснення поїздок за кордон.
Біометричні паспорти доступні з 26 жовтня 2006 року, дійсні на 10, 5 або 3 роки (залежно від віку заявника). Кожен громадянин Італії також є громадянином Європейського Союзу. Паспорт разом із посвідченням на національну особу дає право на свободу пересування та проживання в будь-якій країні Європейського Союзу та Європейського економічного простору.

## Зовнішній вигляд
Італійські паспорти мають загальний дизайн паспортів ЄС: вони бургундські, з емблемою Італії, прикрашеної в центрі передньої обкладинки. Під гербом напис "Passaporto", що означає "паспорт", напис зверху "Unione Europea" (Європейський Союз), "Repubblica Italiana" (Італійська Республіка). Італійський паспорт має стандартний біометричний символ внизу.

## Візові вимоги для громадян Італії
Станом на 2017 рік громадяни Італії мають можливість відвідувати без візи в цілому 156 держав і територій. Згідно з Індексом обмежень візового режиму, італійський паспорт став 3-м у світі.